# Maria Kirilenko
Pour les articles homonymes, voir Kirilenko.
Maria Kirilenko, née le 25 janvier 1987 à Moscou, est une joueuse de tennis russe, professionnelle de 2001 à 2014.
Elle compte six titres WTA en simple à son palmarès, dont l'Open de Chine décroché en 2005 face à Grönefeld en finale.
Maria a également gagné douze tournois en double dames, notamment les Masters de tennis féminin 2012, et perdu deux finales en Grand Chelem, à l'Open d'Australie 2011 et aux Internationaux de France 2012.

## Biographie

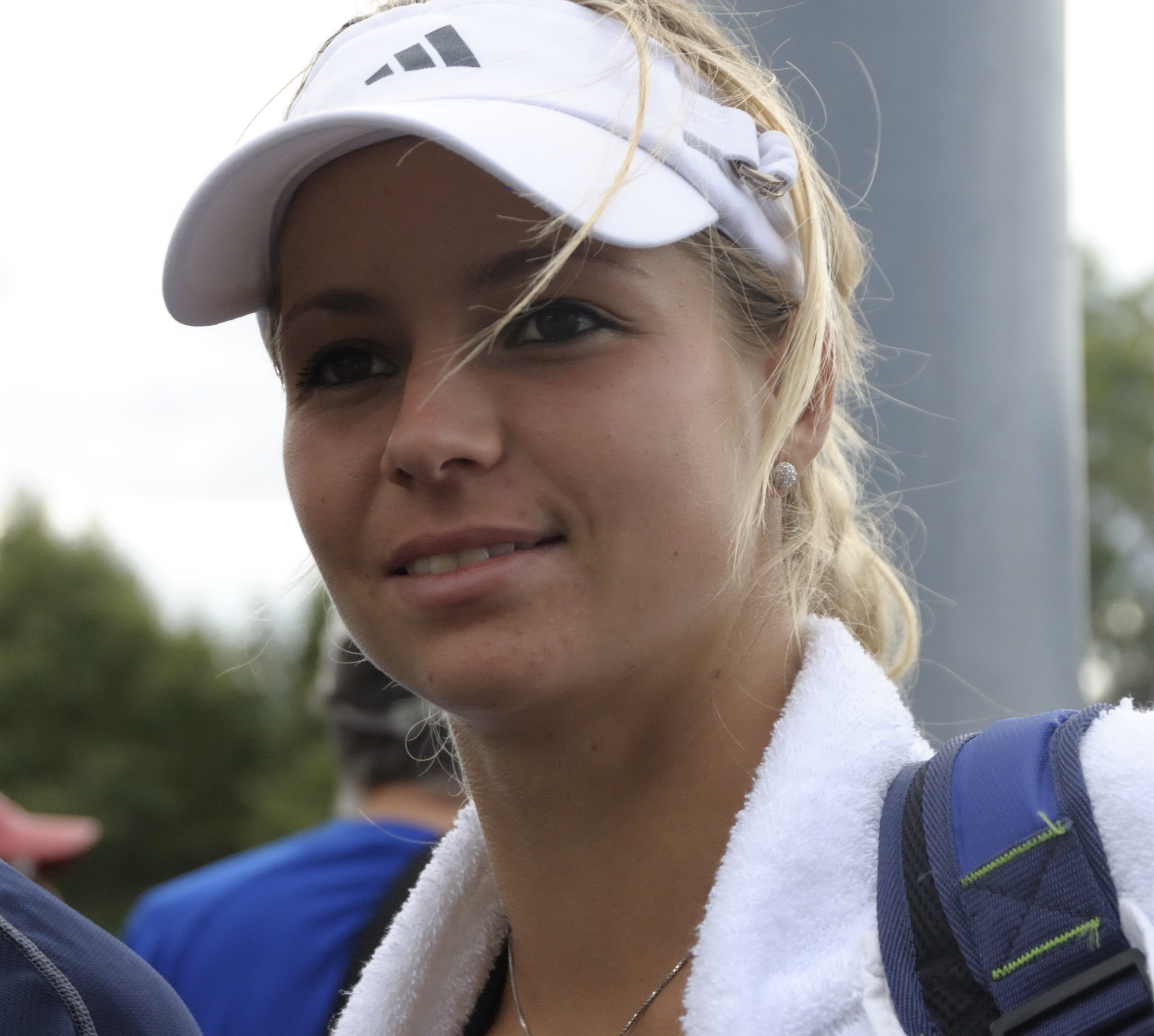
Maria Kirilenko en 2009.

Maria Kirilenko est née à Moscou et a commencé le tennis à l'âge de 7 ans sous l'impulsion de son père Yuri, dirigeant d'un club de tennis moscovite. Elle a pratiqué également la danse mais choisit finalement le tennis. À l'âge de 13 ans, son père devient son entraîneur à temps complet. Kirilenko a été fiancée au joueur russe de hockey sur glace Alexander Ovechkin,. Elle se marie au début de l'année 2015 à un homme d'affaires russe, Alexei Stepanov, et donne naissance à un petit garçon, le 24 juillet de la même année.
Amie sur le circuit de Maria Sharapova depuis leur adolescence, Kirilenko a comme modèles Roger Federer, Jennifer Capriati et Ievgueni Kafelnikov.

## Style de jeu
Maria Kirilenko est une attaquante de fond de court, qui met beaucoup de lift et de puissance dans ses balles et trouve des angles remarquables. Très réactive, sa bonne couverture de terrain lui permet de passer d'un jeu offensif à un jeu défensif. À la différence de beaucoup de joueuses de sa génération sur le circuit, Maria Kirilenko monte volontiers à la volée ou en demi-volée. Son premier service se place dans la moyenne des joueuses (en termes de pourcentage de réussite), tandis que son second service, très lifté, se révèle redoutable (49,7 % de seconde balles gagnées en 2013 sur 52 matchs joués.). Son retour de service est l'un des meilleurs du circuit.

## Carrière tennistique

### 2011
Lors de l'US Open, Maria Kirilenko bat successivement en simple ses compatriotes Ekaterina Makarova et Vera Dushevina puis l'Américaine Christina McHale avant d'être dominée en huitièmes de finale par l'Australienne Samantha Stosur, future gagnante (6-2, 6-715, 6-3). Au cours de ce match, Kirilenko remporte le plus long tie-break de l'histoire du simple dames en tournoi du Grand Chelem. En double, associée à sa compatriote Nadia Petrova, elle est battue en demi-finale par la paire Vania King - Yaroslava Shvedova.
En fin de saison, Kirilenko déclare forfait avant son match de deuxième tour à Luxembourg en raison d'une blessure à la cheville. Rétablie pour la finale de la Fed Cup, Kirilenko est battue dans le premier simple par Petra Kvitová 6-2, 6-2. Le lendemain, elle ne dispute pas de simple mais elle est alignée dans le double décisif en compagnie d'Elena Vesnina contre Lucie Hradecká et Květa Peschke. Les Tchèques s'imposent 6-4, 6-2, et remportent donc la Fed Cup.

### Victoire au Masters de double et médaillée de bronze olympique (2012)
Après avoir perdu au deuxième tour des qualifications du tournoi de Sydney, Maria Kirilenko atteint le 3e tour de l'Open d'Australie. Blessée à la cuisse gauche durant son match contre Petra Kvitová, elle abandonne alors que le score lui est défavorable (6-0, 1-0). Au début du mois de février, la Russe atteint la finale à Pattaya où elle s'incline en trois sets contre Daniela Hantuchová. En mars, Kirilenko perd contre Maria Sharapova en quart-de-finale du tournoi Premier Mandatory d'Indian Wells puis contre Marion Bartoli en huitièmes de finale à Miami dans un tournoi de même niveau. Associée à Nadia Petrova, Kirilenko remporte le tournoi de double contre la paire italienne Sara Errani - Roberta Vinci, revenant ainsi dans le top 10 de la WTA en double grâce à cette victoire. La paire italienne stoppe Kirilenko et Petrova dans les quatre tournois disputés ensuite par la paire russe, à Madrid en demi-finale, à Rome en quart, à Roland-Garros en finale (4-6, 6-4, 6-2) et à Bois-le-Duc à nouveau en finale (6-4, 3-6, 11-9). En simple, Kirilenko est dominée au deuxième tour par la Tchèque Klára Koukalová (6-4, 3-6, 6-3).
À Wimbledon, elle affronte en quart Agnieszka Radwańska. Ce match, commencé sur le court numéro 1 et achevé sur le Centre Court, est interrompu à quatre reprises. Kirilenko passe à deux points de la victoire dans le troisième set mais est finalement dominée par Radwańska 7-5, 4-6, 7-5. En double, Kirilenko et Petrova sont battues au deuxième tour par les sœurs Williams en trois sets (3-6, 6-3, 9-7). À la fin de juillet, Kirilenko dispute le simple et le double dames aux Jeux olympiques sur le site du tournoi de Wimbledon, le All England Lawn Tennis and Croquet Club. En simple, Kirilenko domine Petra Kvitová en quart mais perd contre sa compatriote Maria Sharapova en demi-finale. La Russe termine finalement au pied du podium après une défaite dans le match pour la médaille de bronze contre la numéro 1 mondiale, Victoria Azarenka (6-3, 6-4). En double, associée à Petrova, elle perd contre les sœurs Williams en demi-finale mais elle décroche la médaille de bronze en battant l'autre paire américaine Liezel Huber - Lisa Raymond 4-6, 6-4, 6-1.
Malgré une balle de set dans chaque manche, Kirilenko est battue en août en finale du tournoi de New Haven par Petra Kvitová (7-69, 7-5). La semaine suivante, alors qu'elle a atteint la 12e place mondiale, ce qui représente son meilleur classement en simple, la Russe perd au 3e tour de l'US Open en trois sets (5-7, 6-4, 6-4) contre Andrea Hlaváčková. En double, le duo espagnol Nuria Llagostera Vives - María José Martínez Sánchez domine en quart-de-finale Maria Kirilenko et Nadia Petrova au tie-break du troisième set. En fin de saison, Kirilenko et Petrova sont battues en demi-finale à Pékin puis en finale à Moscou par la paire russe Ekaterina Makarova - Elena Vesnina, gagnante de ces deux tournois. Qualifiées pour le Masters à l'issue du tournoi de Moscou, Kirilenko et Petrova gagnent ce tournoi en dominant Sara Errani et Roberta Vinci (1-6, 6-3, 10-4) puis en finale Andrea Hlaváčková et Lucie Hradecká (6-1, 6-4). Kirilenko conclut sa saison en simple au tournoi international des championnes. Après une victoire contre Tsvetana Pironkova puis une défaite contre Nadia Petrova, la Russe abandonne le tournoi en raison d'une maladie respiratoire. Kirilenko finit l'année au 14e rang mondial en simple et au 7e en double.

### Sixième titre en simple (2013)

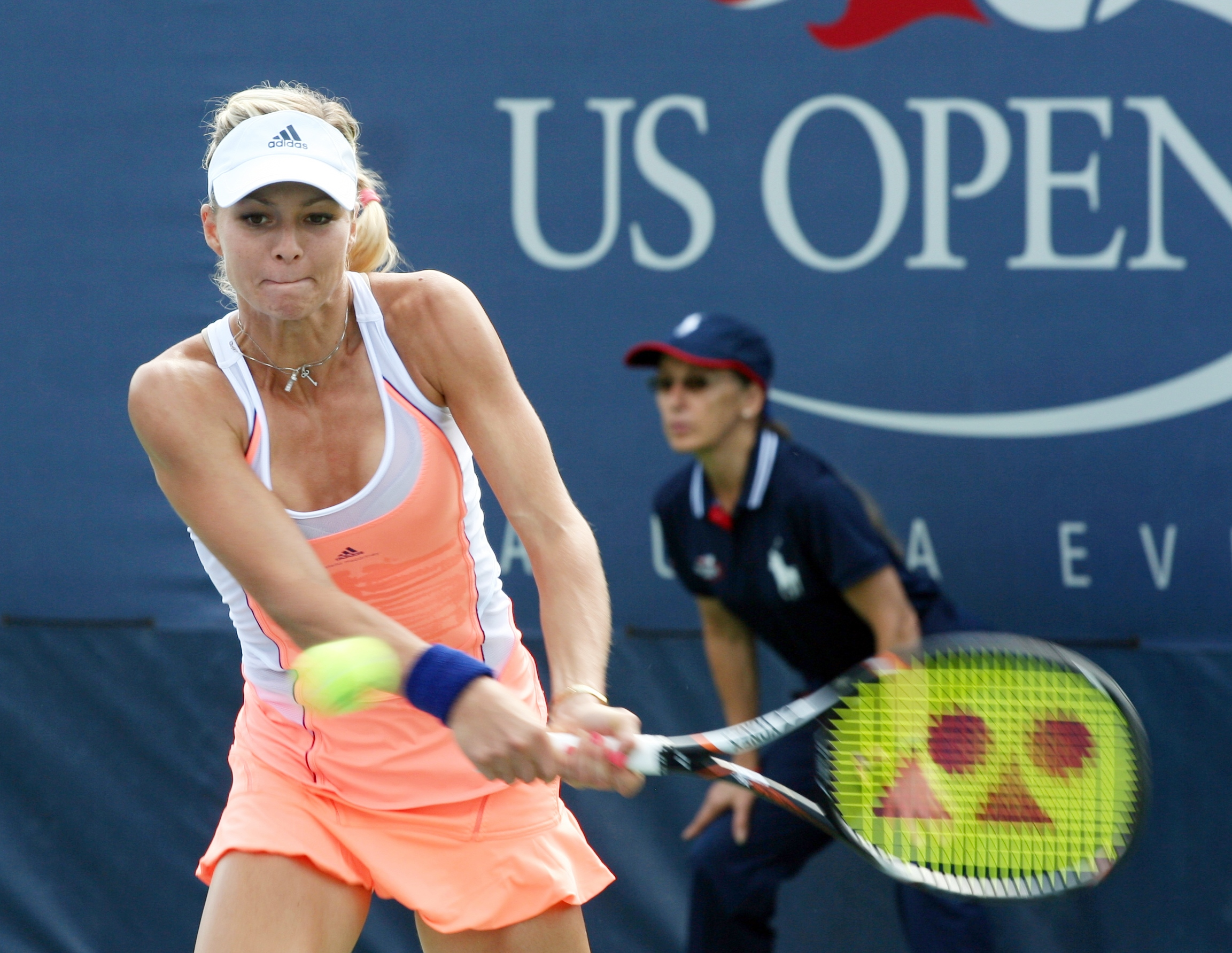
Kirilenko à l'US Open 2013.

Commençant la saison au tournoi de Sydney, elle est battue au deuxième tour par Sara Errani, tête de série numéro 3, sur le score de 6-1, 6-1. Deux semaines plus tard, à l'Open d'Australie, elle bat Vania King, Peng Shuai et Yanina Wickmayer en deux sets avant d'être dominée par Serena Williams 6-2, 6-0. En double, Kirilenko et l'Américaine Lisa Raymond perdent au deuxième tour contre la paire australienne Ashleigh Barty - Casey Dellacqua, future finaliste. Kirilenko conclut son mois de janvier à Pattaya. Tête de série numéro deux de ce tournoi International, elle domine successivement en deux sets Akgul Amanmuradova, Luksika Kumkhum, Elena Vesnina et Sorana Cîrstea pour atteindre la finale. Elle gagne ce tournoi, le premier depuis Séoul en 2008, en s'imposant en trois sets aux dépens de l'Allemande Sabine Lisicki 5-7, 6-1, 7-61. Joueuse numéro 1 de la Russie en l'absence de Maria Sharapova pour le 1er tour de la Fed Cup disputé la semaine suivante contre le Japon, Kirilenko remporte son premier match de simple contre Kimiko Date-Krumm 7-63, 6-4. Malade, Kirilenko laisse ensuite sa place à Elena Vesnina dans cette rencontre de Fed Cup gagnée par la Russie trois victoires à deux. Après cette qualification, Kirilenko prend la décision de délaisser le double et de se concentrer en permanence au simple, dans le but d'intégrer les dix premières places du classement mondial.
Blessée à l'épaule droite à Doha, Kirilenko est contrainte à l'abandon au premier tour et est absente quatre semaine des courts. De retour à Indian Wells, elle domine en huitièmes de finale Agnieszka Radwańska, tête de série numéro 3, puis au tour suivant Petra Kvitová, tête de série numéro 7, toutes les deux en trois sets, avant de perdre en demi-finale contre Maria Sharapova, 6-4, 6-3. À Miami, la Russe est battue au 3e tour par Klára Koukalová, 6-2, 7-64. Début avril, elle atteint les demi-finales du tournoi de Monterrey où elle est battue par la tête de série numéro 1, Angelique Kerber, en trois sets. Sélectionnée ensuite en demi-finale de Fed Cup en simple, elle perd son premier match 6-2, 6-4 contre la Slovaque Daniela Hantuchová. Menée 2-0, Kirilenko remporte ensuite son match contre Dominika Cibulková (7-5, 6-1) et permet ainsi la remontée au score de la Russie, qui s'impose finalement trois victoires à deux.
Sur terre battue, après deux huitièmes de finale perdus contre Serena Williams à Madrid et Sara Errani à Rome, elle dispute Roland-Garros. La Russe obtient son meilleur résultat dans ce Grand Chelem en atteignant les quarts de finale où elle est battue par la tête de série numéro 3, Victoria Azarenka, 7-63, 6-2. Au lendemain du tournoi, elle obtient le meilleur classement de sa carrière : 10e. Sur gazon, Kirilenko est dominée en quart de finale à Eastbourne par Yanina Wickmayer en trois sets puis au 1er tour de Wimbledon 6-3, 6-4 par Laura Robson.
Maria Kirilenko, qui a annoncé à la fin du mois de juillet son ambition de remporter un tournoi du Grand Chelem en simple après avoir atteint son objectif d'être dans les dix meilleures joueuses mondiales, aborde l'US Open avec deux défaites au deuxième tour des tournois de Toronto et Cincinnati contre Alizé Cornet puis Mona Barthel. Lors du Grand Chelem américain, tête de série numéro 14, elle remporte ses deux premiers tours avant d'être battue par Simona Halep, tête de série numéro 21, au troisième tour 6-1, 6-0. Reprenant la compétition pour la tournée asiatique à Séoul, la Russe est battue par Kimiko Date-Krumm au deuxième tour 6-3, 6-1 puis blessée, annonce son forfait pour le tournoi Premier 5 de Tokyo. Ensuite, à Pékin, redescendue à la 18e place mondiale, Kirilenko est battue pour la huitième fois en huit rencontres par la numéro 1 mondiale Serena Williams en huitième de finale (7-5, 7-5). De retour en Europe, Kirilenko est battue dès son entrée en lice à Moscou par sa compatriote Anastasia Pavlyuchenkova (6-3, 6-3). Non qualifiée pour le Masters, sa victoire à Pattaya lui permet d'être qualifiée au tournoi international des championnes. Lors de ce tournoi, elle abandonne durant son premier match contre Alizé Cornet alors qu'elle est menée 5 jeux à 0 et qu'elle est blessée au genou. Cette blessure l'amène à se retirer du tournoi. Cette saison se termine pour la Russe à la 19e place mondiale.

### 2014

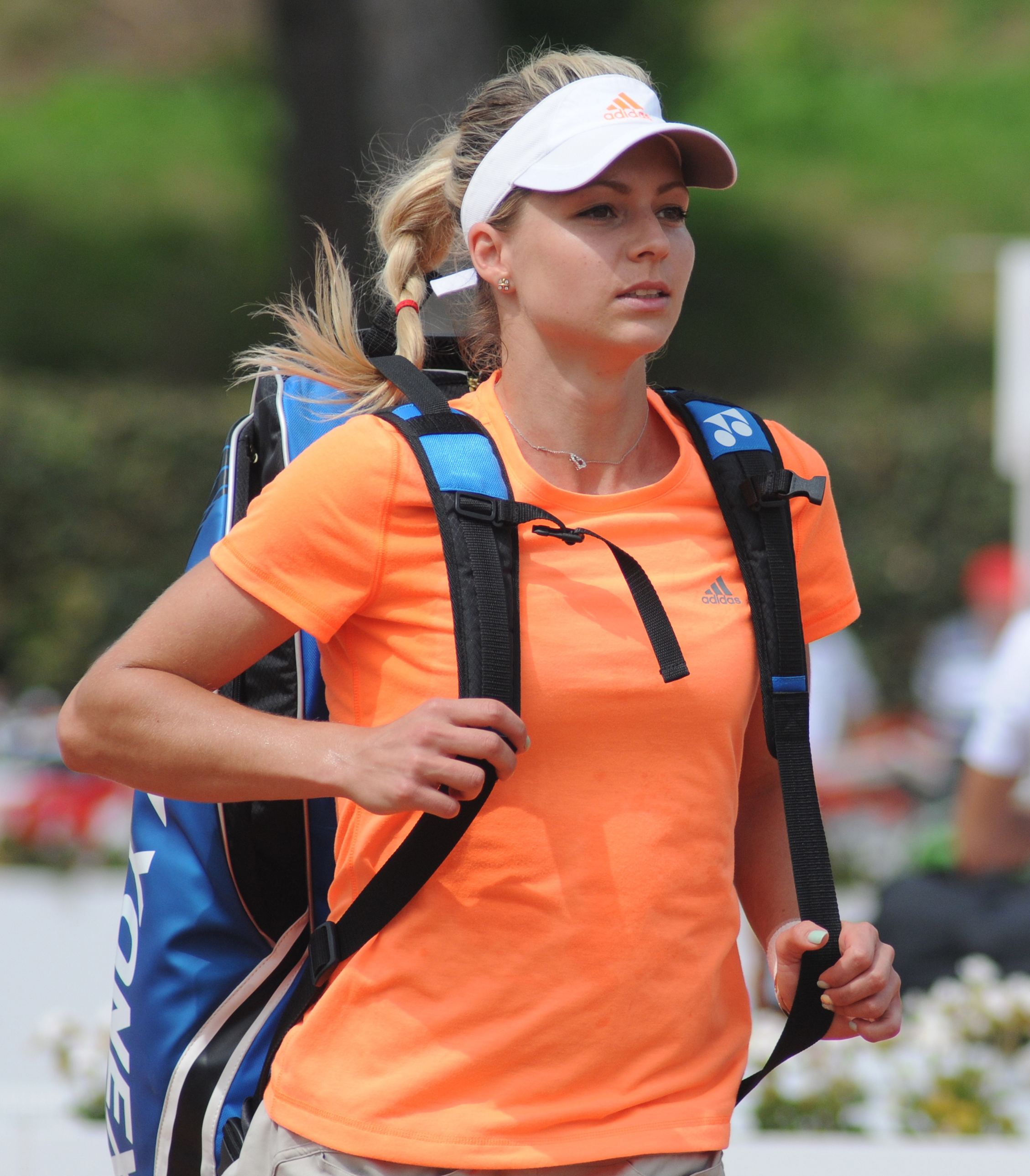
Maria Kirilenko aux Internationaux d'Italie 2014.

En décembre 2013, Maria Kirilenko annonce son forfait pour l'Open d'Australie qui se déroule un mois plus tard en raison de la blessure au genou qui a perturbé sa fin de saison 2013. Pendant sa blessure, Maria Kirilenko participe à la cérémonie d'ouverture des Jeux olympiques de Sotchi où son fiancé Alexander Ovechkin est lui membre de l'équipe russe en hockey sur glace,. De retour à la compétition à la fin du mois de mars au tournoi de Charleston en étant classée 29e joueuse mondiale, Maria Kirilenko est battue au 1er tour par la qualifiée, et future demi-finaliste, Belinda Bencic (6-1, 7-5). Après un mois sans compétition elle reprend à Madrid où elle déclare forfait au 2e tour contre Caroline Garcia pour une blessure au poignet gauche. De retour la semaine suivante à Rome elle y est battue lors de son entrée en lice par Svetlana Kuznetsova. Elle est ensuite dominée au premier tour à Roland-Garros par Johanna Larsson puis à Bois-le-Duc par Mona Barthel. À Wimbledon, tournoi qu'elle entame en ne figurant plus parmi les 100 premières joueuses mondiales, elle bat la tête de série numéro 18, Sloane Stephens, avant d'être dominée par Peng Shuai. Absente deux mois ensuite, conséquence de sa blessure au genou, elle revient à la compétition à l'US Open où elle est éliminée au premier tour par Maria Sharapova (6-4, 6-0),. Invitée à Séoul, elle bat notamment les têtes de série Klára Koukalová et Kaia Kanepi avant de perdre en demi-finale contre la tête de série numéro 2, Karolína Plíšková, qui gagne ensuite le tournoi. En double, associée à Yanina Wickmayer, elle s'incline également en demi-finale, contre la paire gagnante du tournoi composée de Lara Arruabarrena et Irina-Camelia Begu. Elle joue son dernier match de la saison à Pékin, une défaite au 1er tour contre Tsvetana Pironkova. Elle est classée 186e joueuse mondiale en fin de saison. Kirilenko ne participe plus ensuite à la moindre compétition, 2015 est marqué pour elle par son mariage et la naissance d'un enfant.

## Palmarès

### Titres en simple dames
| No | Date       | Nom et lieu du tournoi            | Catégorie | Dotation  | Surface      | Finaliste           | Score          |          |
| -- | ---------- | --------------------------------- | --------- | --------- | ------------ | ------------------- | -------------- | -------- |
| 1  | 19-09-2005 | China Open, Pékin                 | Tier II   | 585 000 $ | Dur (ext.)   | Anna-Lena Grönefeld | 6-3, 6-4       | Parcours |
| 2  | 17-09-2007 | Sunfeast Open, Calcutta           | Tier III  | 175 000 $ | Dur (int.)   | Mariya Koryttseva   | 6-0, 6-2       | Parcours |
| 3  | 14-04-2008 | Estoril Open, Estoril             | Tier IV   | 145 000 $ | Terre (ext.) | Iveta Benešová      | 6-4, 6-2       | Parcours |
| 4  | 09-06-2008 | Torneo Barcelona, Barcelone       | Tier IV   | 145 000 $ | Terre (ext.) | María José Martínez | 6-0, 6-2       | Parcours |
| 5  | 22-09-2008 | Korea Tennis Championships, Séoul | Tier IV   | 145 000 $ | Dur (ext.)   | Samantha Stosur     | 2-6, 6-1, 6-4  | Parcours |
| 6  | 28-01-2013 | PTT Open, Pattaya                 | Intern'l  | 235 000 $ | Dur (ext.)   | Sabine Lisicki      | 5-7, 6-1, 7-61 | Parcours |

### Finales en simple dames
| No | Date       | Nom et lieu du tournoi                   | Catégorie | Dotation    | Surface      | Vainqueure         | Score          |          |
| -- | ---------- | ---------------------------------------- | --------- | ----------- | ------------ | ------------------ | -------------- | -------- |
| 1  | 16-02-2004 | ING Vysya Open, Hyderabad                | Tier IV   | 140 000 $   | Dur (ext.)   | Nicole Pratt       | 7-63, 6-1      | Parcours |
| 2  | 24-09-2007 | Hansol Korea Tennis Championships, Séoul | Tier IV   | 145 000 $   | Dur (ext.)   | Venus Williams     | 6-3, 1-6, 6-4  | Parcours |
| 3  | 13-04-2009 | Barcelona Ladies Open, Barcelone         | Intern'l  | 220 000 $   | Terre (ext.) | Roberta Vinci      | 6-0, 6-4       | Parcours |
| 4  | 18-10-2010 | Kremlin Cup, Moscou                      | Premier   | 1 000 000 $ | Dur (int.)   | Victoria Azarenka  | 6-3, 6-4       | Parcours |
| 5  | 06-02-2012 | PTT Open, Pattaya                        | Intern'l  | 220 000 $   | Dur (ext.)   | Daniela Hantuchová | 6-74, 6-3, 6-3 | Parcours |
| 6  | 19-08-2012 | New Haven Open at Yale, New Haven        | Premier   | 637 000 $   | Dur (ext.)   | Petra Kvitová      | 7-69, 7-5      | Parcours |

### Titres en double dames
| No | Date       | Nom et lieu du tournoi             | Catégorie | Dotation    | Surface      | Partenaire        | Finalistes                         | Score             |          |
| -- | ---------- | ---------------------------------- | --------- | ----------- | ------------ | ----------------- | ---------------------------------- | ----------------- | -------- |
| 1  | 07-06-2004 | DFS Classic Birmingham             | Tier III  | 170 000 $   | Gazon (ext.) | Maria Sharapova   | Lisa McShea Milagros Sequera       | 6-2, 6-1          | Parcours |
| 2  | 03-10-2005 | Japan Open Championships Tokyo     | Tier III  | 170 000 $   | Dur (ext.)   | Gisela Dulko      | Shinobu Asagoe María Vento-Kabchi  | 7-5, 4-6, 6-3     | Parcours |
| 3  | 26-02-2007 | Qatar Total Open Doha              | Tier II   | 1 340 000 $ | Dur (ext.)   | Martina Hingis    | Ágnes Szávay Vladimíra Uhlířová    | 6-1, 6-1          | Parcours |
| 4  | 14-04-2008 | Estoril Open Estoril               | Tier IV   | 145 000 $   | Terre (ext.) | Flavia Pennetta   | Mervana Jugić-Salkić İpek Şenoğlu  | 6-4, 6-4          | Parcours |
| 5  | 11-08-2008 | Western & Southern Open Cincinnati | Tier III  | 175 000 $   | Dur (ext.)   | Nadia Petrova     | Hsieh Su-Wei Yaroslava Shvedova    | 6-3, 4-6, [10-8]  | Parcours |
| 6  | 19-10-2009 | Kremlin Cup Moscou                 | Premier   | 1 000 000 $ | Dur (int.)   | Nadia Petrova     | Maria Kondratieva Klára Zakopalová | 6-2, 6-2          | Parcours |
| 7  | 02-08-2010 | Mercury Insurance Open San Diego   | Premier   | 700 000 $   | Dur (ext.)   | Zheng Jie         | Lisa Raymond Rennae Stubbs         | 6-4, 6-4          | Parcours |
| 8  | 09-08-2010 | Western & Southern Open Cincinnati | Premier 5 | 2 000 000 $ | Dur (ext.)   | Victoria Azarenka | Lisa Raymond Rennae Stubbs         | 7-64, 7-68        | Parcours |
| 9  | 30-04-2011 | Mutua Madrid Open Madrid           | PREMIER*  | 4 500 000 $ | Terre (ext.) | Victoria Azarenka | Květa Peschke Katarina Srebotnik   | 6-4, 6-3          | Parcours |
| 10 | 25-07-2011 | Bank of the West Classic Stanford  | Premier   | 721 000 $   | Dur (ext.)   | Victoria Azarenka | Liezel Huber Lisa Raymond          | 6-1, 6-3          | Parcours |
| 11 | 20-03-2012 | Sony Ericsson Open Miami           | PREMIER*  | 4 828 050 $ | Dur (ext.)   | Nadia Petrova     | Sara Errani Roberta Vinci          | 7-60, 4-6, [10-4] | Parcours |
| 12 | 23-10-2012 | WTA Championships Istanbul         | Masters   | 4 900 000 $ | Dur (int.)   | Nadia Petrova     | Andrea Hlaváčková Lucie Hradecká   | 6-1, 6-4          | Parcours |

### Finales en double dames
| No | Date       | Nom et lieu du tournoi             | Catégorie | Dotation     | Surface      | Vainqueures                         | Partenaire          | Score            |          |
| -- | ---------- | ---------------------------------- | --------- | ------------ | ------------ | ----------------------------------- | ------------------- | ---------------- | -------- |
| 1  | 09-05-2005 | Italia Masters Rome                | Tier I    | 1 300 000 $  | Terre (ext.) | Cara Black Liezel Huber             | Anabel Medina       | 6-0, 4-6, 6-1    | Parcours |
| 2  | 22-08-2005 | Pilot Pen Tennis New Haven         | Tier II   | 600 000 $    | Dur (ext.)   | Lisa Raymond Samantha Stosur        | Gisela Dulko        | 6-2, 6-76, 6-1   | Parcours |
| 3  | 19-06-2006 | Ordina Open Bois-le-Duc            | Tier III  | 175 000 $    | Gazon (ext.) | Yan Zi Zheng Jie                    | Ana Ivanović        | 3-6, 6-2, 6-2    | Parcours |
| 4  | 28-07-2008 | Coupe Rogers Montréal              | Tier I    | 1 340 000 $  | Dur (ext.)   | Cara Black Liezel Huber             | Flavia Pennetta     | 6-1, 6-1         | Parcours |
| 5  | 22-09-2008 | Korea Tennis Championships Séoul   | Tier IV   | 145 000 $    | Dur (ext.)   | Chuang Chia-Jung Hsieh Su-Wei       | Vera Dushevina      | 6-3, 6-0         | Parcours |
| 6  | 16-02-2009 | Tennis Championships Dubaï         | Premier 5 | 2 000 000 $  | Dur (ext.)   | Cara Black Liezel Huber             | Agnieszka Radwańska | 6-3, 6-3         | Parcours |
| 7  | 27-04-2009 | GP Princesse Lalla Meryem Fès      | Intern'l  | 220 000 $    | Terre (ext.) | Alisa Kleybanova Ekaterina Makarova | Sorana Cîrstea      | 6-3, 2-6, [10-8] | Parcours |
| 8  | 03-08-2009 | East West Bank Classic Los Angeles | Premier   | 700 000 $    | Dur (ext.)   | Chuang Chia-Jung Yan Zi             | Agnieszka Radwańska | 6-0, 4-6, [10-7] | Parcours |
| 9  | 17-01-2011 | Australian Open Melbourne          | G. Chelem | 10 366 780 $ | Dur (ext.)   | Gisela Dulko Flavia Pennetta        | Victoria Azarenka   | 2-6, 7-5, 6-1    | Parcours |
| 10 | 08-08-2011 | Coupe Rogers Toronto               | Premier 5 | 2 050 000 $  | Dur (ext.)   | Liezel Huber Lisa Raymond           | Victoria Azarenka   | Forfait          | Parcours |
| 11 | 27-05-2012 | Roland-Garros Paris                | G. Chelem | 11 315 740 $ | Terre (ext.) | Sara Errani Roberta Vinci           | Nadia Petrova       | 4-6, 6-4, 6-2    | Parcours |
| 12 | 18-06-2012 | Unicef Open Bois-le-Duc            | Intern'l  | 220 000 $    | Gazon (ext.) | Sara Errani Roberta Vinci           | Nadia Petrova       | 6-4, 3-6, [11-9] | Parcours |
| 13 | 15-10-2012 | Kremlin Cup Moscou                 | Premier   | 740 000 $    | Dur (int.)   | Ekaterina Makarova Elena Vesnina    | Nadia Petrova       | 6-3, 1-6, [10-8] | Parcours |

## Parcours en Grand Chelem

### En simple dames
| Année | Open d'Australie | Open d'Australie    | Internationaux de France | Internationaux de France | Wimbledon       | Wimbledon           | US Open         | US Open             |
| ----- | ---------------- | ------------------- | ------------------------ | ------------------------ | --------------- | ------------------- | --------------- | ------------------- |
| 2003  | -                | -                   | -                        | -                        | -               | -                   | 3e tour (1/16)  | Amélie Mauresmo     |
| 2004  | -                | -                   | 2e tour (1/32)           | Serena Williams          | 1er tour (1/64) | Amy Frazier         | 2e tour (1/32)  | Lisa Raymond        |
| 2005  | 2e tour (1/32)   | Ana Ivanović        | 1er tour (1/64)          | Eva Birnerová            | 2e tour (1/32)  | Magdalena Maleeva   | 2e tour (1/32)  | Venus Williams      |
| 2006  | 3e tour (1/16)   | Lindsay Davenport   | 3e tour (1/16)           | Anna-Lena Grönefeld      | 1er tour (1/64) | Shinobu Asagoe      | 3e tour (1/16)  | Aravane Rezaï       |
| 2007  | 3e tour (1/16)   | Svetlana Kuznetsova | 2e tour (1/32)           | Samantha Stosur          | 1er tour (1/64) | Alizé Cornet        | 3e tour (1/16)  | Julia Vakulenko     |
| 2008  | 4e tour (1/8)    | Daniela Hantuchová  | 2e tour (1/32)           | Zheng Jie                | 1er tour (1/64) | Vera Dushevina      | 1er tour (1/64) | Tamira Paszek       |
| 2009  | 1er tour (1/64)  | Sara Errani         | 1er tour (1/64)          | Olivia Rogowska          | 2e tour (1/32)  | Caroline Wozniacki  | 3e tour (1/16)  | Li Na               |
| 2010  | 1/4 de finale    | Zheng Jie           | 4e tour (1/8)            | Francesca Schiavone      | 3e tour (1/16)  | Kim Clijsters       | 3e tour (1/16)  | Svetlana Kuznetsova |
| 2011  | 2e tour (1/32)   | Iveta Benešová      | 4e tour (1/8)            | Andrea Petkovic          | 3e tour (1/16)  | Serena Williams     | 4e tour (1/8)   | Samantha Stosur     |
| 2012  | 3e tour (1/16)   | Petra Kvitová       | 2e tour (1/32)           | Klára Zakopalová         | 1/4 de finale   | Agnieszka Radwańska | 3e tour (1/16)  | Andrea Hlaváčková   |
| 2013  | 4e tour (1/8)    | Serena Williams     | 1/4 de finale            | Victoria Azarenka        | 1er tour (1/64) | Laura Robson        | 3e tour (1/16)  | Simona Halep        |
| 2014  | -                | -                   | 1er tour (1/64)          | Johanna Larsson          | 2e tour (1/32)  | Peng Shuai          | 1er tour (1/64) | Maria Sharapova     |

À droite du résultat, l’ultime adversaire.

### En double dames
| Année | Open d'Australie                | Open d'Australie            | Internationaux de France     | Internationaux de France    | Wimbledon                    | Wimbledon                  | US Open                       | US Open                      |
| ----- | ------------------------------- | --------------------------- | ---------------------------- | --------------------------- | ---------------------------- | -------------------------- | ----------------------------- | ---------------------------- |
| 2005  | 1er tour (1/32) Krasnoroutskaïa | M. Bartoli A.-L. Grönefeld  | 2e tour (1/16) M. Salerni    | M. Bartoli A.-L. Grönefeld  | -                            | -                          | 3e tour (1/8) Gisela Dulko    | C. Martínez V. Ruano         |
| 2006  | 1/4 de finale Gisela Dulko      | Lisa Raymond S. Stosur      | 3e tour (1/8) Gisela Dulko   | Chakvetadze Elena Vesnina   | 1er tour (1/32) Ana Ivanović | J. Janković Tina Križan    | 3e tour (1/8) Ana Ivanović    | Navrátilová Nadia Petrova    |
| 2007  | 3e tour (1/8) V. Dushevina      | A. Harkleroad G. Voskoboeva | 1er tour (1/32) Ana Ivanović | J. Janković Li Na           | 3e tour (1/8) Elena Vesnina  | Alicia Molik M. Santangelo | 1er tour (1/32) Elena Vesnina | A. Morigami Meilen Tu        |
| 2008  | 1er tour (1/32) Ágnes Szávay    | L. Davenport D. Hantuchová  | 2e tour (1/16) F. Pennetta   | Dinara Safina Ágnes Szávay  | 2e tour (1/16) F. Pennetta   | B. Mattek Sania Mirza      | 1er tour (1/32) F. Pennetta   | T. Garbin Tamira Paszek      |
| 2009  | 3e tour (1/8) F. Pennetta       | C. Dellacqua F. Schiavone   | 3e tour (1/8) F. Pennetta    | A.-L. Grönefeld P. Schnyder | 1er tour (1/32) F. Pennetta  | Kaia Kanepi İpek Şenoğlu   | 1/4 de finale Elena Vesnina   | A. Kleybanova E. Makarova    |
| 2010  | 1/2 finale A. Radwańska         | Cara Black Liezel Huber     | 1/4 de finale A. Radwańska   | S. Williams V. Williams     | 2e tour (1/16) A. Radwańska  | Sara Errani Roberta Vinci  | 3e tour (1/8) A. Radwańska    | Lisa Raymond Rennae Stubbs   |
| 2011  | Finale V. Azarenka              | Gisela Dulko F. Pennetta    | 1/4 de finale V. Azarenka    | Liezel Huber Lisa Raymond   | 1er tour (1/32) Julia Görges | T. Pironkova C. Scheepers  | 1/2 finale Nadia Petrova      | Vania King Y. Shvedova       |
| 2012  | 3e tour (1/8) Nadia Petrova     | I.-C. Begu M. Niculescu     | Finale Nadia Petrova         | Sara Errani Roberta Vinci   | 2e tour (1/16) Nadia Petrova | S. Williams V. Williams    | 1/4 de finale Nadia Petrova   | N. Llagostera M. J. Martínez |
| 2013  | 2e tour (1/16) Lisa Raymond     | A. Barty C. Dellacqua       | -                            | -                           | 2e tour (1/16) D. Hantuchová | Sílvia Soler Carla Suárez  | -                             | -                            |
| 2014  | -                               | -                           | 1er tour (1/32) S. Cîrstea   | Kaia Kanepi A. Panova       | -                            | -                          | -                             | -                            |

Sous le résultat, la partenaire ; à droite, l’ultime équipe adverse.

### En double mixte
| Année | Open d'Australie             | Open d'Australie           | Internationaux de France   | Internationaux de France | Wimbledon                    | Wimbledon                 | US Open                      | US Open               |
| ----- | ---------------------------- | -------------------------- | -------------------------- | ------------------------ | ---------------------------- | ------------------------- | ---------------------------- | --------------------- |
| 2005  | -                            | -                          | -                          | -                        | 2e tour (1/16) G. Oliver     | Likhovtseva D. Hrbatý     | 1er tour (1/16) G. Oliver    | S. Stosur Paul Hanley |
| 2006  | 1er tour (1/16) Igor Andreev | Ana Ivanović N. Djokovic   | 1/4 de finale Leander Paes | Navrátilová Bob Bryan    | -                            | -                         | -                            | -                     |
| 2007  | 2e tour (1/8) Igor Andreev   | F. Schiavone J. Björkman   | -                          | -                        | -                            | -                         | 1er tour (1/16) Igor Andreev | N. Dechy Andy Ram     |
| 2008  | -                            | -                          | -                          | -                        | 1/2 finale Igor Andreev      | K. Srebotnik Mike Bryan   | -                            | -                     |
| 2009  | -                            | -                          | -                          | -                        | 2e tour (1/16) Igor Andreev  | Chuang C.J. C. Kas        | -                            | -                     |
| 2010  | 1er tour (1/16) N. Zimonjić  | Raquel Kops Dick Norman    | -                          | -                        | -                            | -                         | -                            | -                     |
| 2011  | 1/2 finale N. Zimonjić       | K. Srebotnik Daniel Nestor | -                          | -                        | 1er tour (1/32) Igor Andreev | J. Gajdošová Jamie Murray | -                            | -                     |

Sous le résultat, le partenaire ; à droite, l’ultime équipe adverse.

## Parcours en «Premier Mandatory» et «Premier 5»
Découlant d'une réforme du circuit WTA inaugurée en 2009, les tournois WTA « Premier Mandatory » et « Premier 5 » constituent les catégories d'épreuves les plus prestigieuses, après les quatre levées du Grand Chelem.

### En simple dames
| Année |              | Premier Mandatory            | Premier Mandatory            | Premier Mandatory            | Premier Mandatory             |       | Premier 5 | Premier 5                         | Premier 5                     | Premier 5                   | Premier 5                   | Premier 5 | Premier 5                  |
| Année | Indian Wells | Miami                        | Madrid                       | Pékin                        |                               | Dubaï | Rome      | Canada                            | Cincinnati                    |                             | Tokyo                       |           |                            |
| Année | Indian Wells | Miami                        | Madrid                       | Pékin                        |                               | Doha  | Rome      | Canada                            | Cincinnati                    |                             | Wuhan                       |           |                            |
| Année | Indian Wells | Miami                        | Madrid                       | Pékin                        |                               |       | Rome      | Canada                            | Cincinnati                    |                             |                             |           |                            |
| 2009  |              | 1er tour (1/64) E. Gallovits | 2e tour (1/32) F. Pennetta   | 1er tour (1/32) Zheng J.     | 1er tour (1/32) K. Bondarenko |       |           | 1er tour (1/32) A. Pavlyuchenkova |                               | 1er tour (1/32) F. Pennetta | 2e tour (1/16) J. Janković  |           |                            |
| 2010  |              | 3e tour (1/16) C. Wozniacki  | 3e tour (1/16) C. Wozniacki  | 1er tour (1/32) A. Radwańska | 3e tour (1/8) V. Zvonareva    |       |           | 1er tour (1/32) R. Kulikova       | 1/4 de finale S. Williams     | 2e tour (1/16) V. Azarenka  | 2e tour (1/16) V. Zvonareva |           | 2e tour (1/16) F. Pennetta |
| 2011  |              | 3e tour (1/16) A. Radwańska  | 3e tour (1/16) A. Radwańska  | 1er tour (1/32) J. Gajdošová | 1/4 de finale M. Niculescu    |       |           | 1er tour (1/32) C. Scheepers      | 1er tour (1/32) A. Petkovic   | 1er tour (1/32) F. Pennetta | 2e tour (1/16) F. Schiavone |           | 1/4 de finale V. Zvonareva |
| 2012  |              | 1/4 de finale M. Sharapova   | 4e tour (1/8) M. Bartoli     | 2e tour (1/16) E. Makarova   | 1er tour (1/32) E. Makarova   |       |           | 2e tour (1/16) S. Kuznetsova      | 1er tour (1/32) F. Pennetta   |                             | 1er tour (1/32) V. Williams |           |                            |
| 2013  |              | 1/2 finale M. Sharapova      | 3e tour (1/16) K. Zakopalová | 3e tour (1/8) S. Williams    | 3e tour (1/8) S. Williams     |       |           | 1er tour (1/32) E. Bychkova       | 3e tour (1/8) S. Errani       | 2e tour (1/16) A. Cornet    | 2e tour (1/16) M. Barthel   |           |                            |
| 2014  |              |                              |                              | 2e tour (1/16) C. Garcia     | 1er tour (1/32) T. Pironkova  |       |           |                                   | 1er tour (1/32) S. Kuznetsova |                             |                             |           |                            |

Sous le résultat, l’ultime adversaire.

### En double dames
N.B. : le nom de la partenaire se trouve sous le résultat ; le nom des ultimes adversaires se trouve à droite.

## Parcours aux Masters

### En double dames
| # | Date       | Nom de l'édition                           | ($)       | Surface    | Résultat | Partenaire    | Ultimes adversaires              | Score    |          |
| - | ---------- | ------------------------------------------ | --------- | ---------- | -------- | ------------- | -------------------------------- | -------- | -------- |
| 1 | 23/10/2012 | TEB BNP Paribas WTA Championships Istanbul | 4 900 000 | Dur (int.) | Victoire | Nadia Petrova | Andrea Hlaváčková Lucie Hradecká | 6-1, 6-4 | Parcours |

## Parcours aux Jeux olympiques

### En simple dames
| # | Date       | Nom de l'olympiade             | Surface      | Résultat                 | Ultime adversaire | Score    |          |
| - | ---------- | ------------------------------ | ------------ | ------------------------ | ----------------- | -------- | -------- |
| 1 | 28/07/2012 | Olympic Tennis Event Wimbledon | Gazon (ext.) | 4e place (petite finale) | Victoria Azarenka | 6-3, 6-4 | Parcours |

### En double dames
| # | Date       | Nom de l'olympiade             | Surface      | Résultat | Partenaire    | Ultimes adversaires       | Score         |          |
| - | ---------- | ------------------------------ | ------------ | -------- | ------------- | ------------------------- | ------------- | -------- |
| 1 | 28/07/2012 | Olympic Tennis Event Wimbledon | Gazon (ext.) | Bronze   | Nadia Petrova | Liezel Huber Lisa Raymond | 4-6, 6-4, 6-1 | Parcours |

## Parcours en Fed Cup
| #                                                                    | Date       | Lieu   | Surface      | Gagnante(s)                   | Perdante(s)                   | Score     |          |
|                                                                      |            |        |              |                               |                               |           |          |
| 2006 - 1/4 de finale (groupe mondial) - Belgique - Russie - 3 : 2    |            |        |              |                               |                               |           |          |
| 1                                                                    | 22/04/2006 | Liège  | Terre (int.) | Kim Clijsters                 | Maria Kirilenko               | 6-1, 6-4  | Parcours |
| 1                                                                    | 22/04/2006 | Liège  | Terre (int.) | Maria Kirilenko Dinara Safina | Kim Clijsters Justine Henin   | 7-64, 7-5 | Parcours |
|                                                                      |            |        |              |                               |                               |           |          |
| 2011 - Finale (groupe mondial) - Russie - République tchèque - 2 : 3 |            |        |              |                               |                               |           |          |
| 2                                                                    | 05/11/2011 | Moscou | Dur (int.)   | Petra Kvitová                 | Maria Kirilenko               | 6-2, 6-2  | Parcours |
| 2                                                                    | 05/11/2011 | Moscou | Dur (int.)   | Lucie Hradecká Květa Peschke  | Maria Kirilenko Elena Vesnina | 6-4, 6-2  | Parcours |
|                                                                      |            |        |              |                               |                               |           |          |
| 2013 - 1er tour (groupe mondial) - Russie - Japon - 3 : 2            |            |        |              |                               |                               |           |          |
| 3                                                                    | 09/02/2013 | Moscou | Dur (int.)   | Maria Kirilenko               | Kimiko Date-Krumm             | 7-63, 6-4 | Parcours |
|                                                                      |            |        |              |                               |                               |           |          |
| 2013 - 1/2 finale (groupe mondial) - Russie - Slovaquie - 3 : 2      |            |        |              |                               |                               |           |          |
| 4                                                                    | 20/04/2013 | Moscou | Terre (int.) | Daniela Hantuchová            | Maria Kirilenko               | 6-2, 6-4  | Parcours |
| 4                                                                    | 20/04/2013 | Moscou | Terre (int.) | Maria Kirilenko               | Dominika Cibulková            | 7-5, 6-1  | Parcours |

## Classements WTA en fin de saison

### En simple
| Année | 2002 | 2003 | 2004 | 2005 | 2006 | 2007 | 2008 | 2009 | 2010 | 2011 | 2012 | 2013 | 2014 |
| Rang  | 417  | 122  | 111  | 25   | 30   | 31   | 29   | 63   | 20   | 28   | 14   | 19   | 186  |

source : (en) « Classements de Maria Kirilenko », sur le site officiel du WTA Tour

### En double
| Année | 2003 | 2004 | 2005 | 2006 | 2007 | 2008 | 2009 | 2010 | 2011 | 2012 | 2013 | 2014 |
| Rang  | 258  | 148  | 27   | 26   | 35   | 24   | 21   | 14   | 7    | 7    | 225  | 204  |

source : (en) « Classements de Maria Kirilenko », sur le site officiel du WTA Tour